# Insanyat
Insanyat, إنسانيات (en français "humanités" dans le sens "Sciences humaines") est une revue trimestrielle sous titrée "Revue algérienne d'anthropologie et de sciences sociales" fondée en 1996, éditée en Algérie par le Centre de Recherche en Anthropologie Sociale et Culturelle (CRASC).